# Šestá vláda Lubomíra Štrougala
Šestá vláda Lubomíra Štrougala existovala v období 21. dubna 1988 – 11. října 1988.

## Seznam členů vlády
- Předseda vlády: Lubomír Štrougal
- První místopředseda vlády: Rudolf Rohlíček
- Místopředseda vlády:
  - Ladislav Adamec
  - Peter Colotka
  - Matej Lúčan
  - Jaromír Obzina
  - Svatopluk Potáč
- Ministr zahraničních věcí: Bohuslav Chňoupek
- Ministr národní obrany: Milán Václavík
- Ministr vnitra: Vratislav Vajnar
- Ministr dopravy a spojů: Vladimír Blažek
- Ministr financí: Jaromír Žák
- Ministr hutnictví, strojírenství a elektrotechniky: Ladislav Gerle
- Ministr paliv a energetiky: Vlastimil Ehrenberger
- Ministr práce a sociálních věcí: Miloslav Boďa
- Ministr zahraničního obchodu: Jan Štěrba
- Ministr zemědělství a výživy: Miroslav Toman
- Ministr pověřený řízením Federálního cenového úřadu: Pavel Hrivnák
- Předseda Výboru lidové kontroly ČSSR: František Ondřich
- Předseda Státní komise pro vědeckotechnický a investiční rozvoj: Jaromír Obzina
- Předseda Státní plánovací komise: Svatopluk Potáč
- Ministr bez portfeje: Marián Čalfa